# Frasso Telesino
Frasso Telesino è un comune italiano di 1 985 abitanti della provincia di Benevento in Campania.

## Geografia fisica
Frasso Telesino è sito sul versante occidentale del Taburno Camposauro, tra le cime rocciose del monte Sant'Angelo (1189 m) e le cime di Monte Cardito e di Serra del Ceraso (1220 m) dove si apre il vallone di Prata.
Il territorio comunale è compreso fra i 65 metri ed i 1220 metri, con un'escursione altimetrica di 1155 m.
È sede della comunità montana del Taburno.

## Storia
Il suo nome deriva da terra frassorum o castrum fracti, probabilmente originato da fraxinus, l'albero raffigurato nello stemma civico. Con l'Unità d'Italia vi fu aggiunto l'appellativo di "Telesino" per distinguerlo dagli altri centri omonimi.
Secondo la tradizione popolare il paese fu fondato da coloro che si salvarono alla distruzione di Telesia del 1349. Il comune è però ricordato secoli prima, in un documento del X secolo.
Ai tempi di Carlo I d'Angiò era possedimento dei conti di Caserta.
Nel 1317 passò a Diego de la Rath. Una sua discendente, Caterina de la Rath (italianizzata Della Ratta), fu spogliata del feudo alla fine del Quattrocento ma lo riconquistò nel 1509.
Nel 1496 Frasso ospitò re Federico I di Napoli che firmò alcuni decreti in Terra Frassorum.
La figlia di Caterina Della Ratta ebbe in dote il feudo che passò ai Gambacorta e quindi ai Pignatelli.
Successivamente fu venduto ai de Ponte per poi tornare ai Gambacorta.
Nel 1647, durante una sommossa popolare, fu ucciso il figlio del principe Gambacorta, implicato nella rivolta di Masaniello.
Nel XVIII secolo passò ai Dentice e poi agli Spinelli che lo tennero sino all'abolizione del feudalesimo (1806).
Dal 1861 fa parte della provincia di Benevento.
Nel 1943 fu bombardata due volte dagli americani.

### Simboli
Lo stemma e il gonfalone del comune Frasso Telesino sono stati concessi con decreto del presidente della Repubblica del 25 ottobre 2016.
Il gonfalone è un drappo di bianco con la bordatura di azzurro.

## Monumenti e luoghi d'interesse

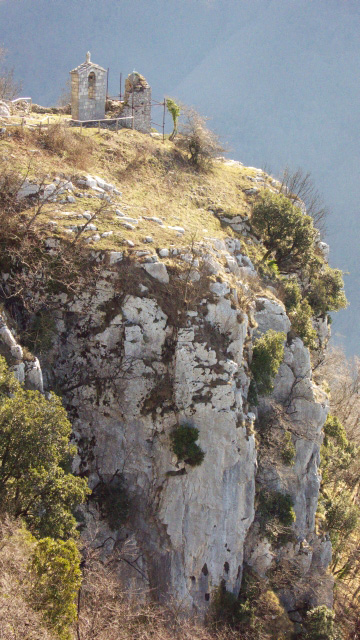
L'Eremo di San Michele sul monte Camposauro

- Grotta di San Michele, probabilmente aperta al culto dai longobardi.
- Chiesa della Madonna di Campanile, o della Madonna del Soccorso (XVIII sec.). Questo luogo sacro fu costruito dalla principessa Giulia Gambacorta, in onore di una immagine mariana in legno scolpito (XII sec.)rinvenuta tra le rovine di una cappella medievale.
- Palazzo Gambacorta, residenza dei feudatari di Frasso.
- Palazzo Mosiello , del 1675, caratteristica residenza a corte della omonima famiglia nobile, originaria di Verona (Muselli).

## Società

### Evoluzione demografica
Abitanti censiti

## Economia
Il paese è a vocazione prevalentemente agricolo-pastorale.
Ha una superficie agricola utilizzata di 1065,39 ettari (2000).
Il territorio agricolo, in gran parte collinare, è sfruttato per la produzione di olio di oliva e dei vini aglianico, piedirosso e falanghina.

## Amministrazione
Di seguito riportiamo i più recenti sindaci di Frasso Telesino.
| Periodo | Periodo   | Primo cittadino       | Partito                      | Carica      | Note |
| ------- | --------- | --------------------- | ---------------------------- | ----------- | ---- |
| 1985    | 1990      | Carmine Calandra      | Democrazia Cristiana         | Sindaco     |      |
| 1990    | 1991      | Maria Assunta Colella |                              | Commissario |      |
| 1991    | 1992      | Carmine Calandra      | Democrazia Cristiana         | Sindaco     |      |
| 1992    | 1996      | Luigi Matarrazzo      | Democrazia Cristiana-PPI     | Sindaco     |      |
| 1996    | 1997      | Giorgio Di Cerbo      | Centro Cristiano Democratico | Sindaco     |      |
| 1997    | 1997      | Maria Assunta Colella |                              | Commissario |      |
| 1997    | 2000      | Giorgio Di Cerbo      | Centro Cristiano Democratico | Sindaco     |      |
| 2000    | 2001      | Cosimo Facchiano      |                              | Commissario |      |
| 2001    | 2003      | Enrico Spagnuolo      | Democratici di Sinistra      | Sindaco     |      |
| 2003    | 2004      | Elvira Nuzzolo        |                              | Commissario |      |
| 2004    | 2007      | Giuseppe Izzo         | Forza Italia                 | Sindaco     |      |
| 2007    | 2008      | Michela Falzarano     |                              | Commissario |      |
| 2008    | 2013      | Lino Massaro          | Lista civica                 | Sindaco     |      |
| 2013    | 2018      | Giuseppe Di Cerbo     | Lista civica                 | Sindaco     |      |
| 2018    | in carica | Pasquale Viscusi      | Lista civica                 | Sindaco     |      |